# Anatoli Soloviov
Anatoli Yákovlevich Soloviov  (en ruso: Анатолий Яковлевич Соловьёв; Riga, Unión Soviética, n 16 de enero de 1948, - apodado "Soloviov") es un piloto y cosmonauta ruso retirado. Soloviov posee el récord mundial en más número de caminatas espaciales (16) y también el mayor periodo acumulado de actividad extravehicular con 82 horas y 22 minutos.